# Steuri Glacier
Steuri Glacier är en glaciär i Antarktis. Den ligger i Västantarktis. Inget land gör anspråk på området. Steuri Glacier ligger 1 443 meter över havet.
Terrängen runt Steuri Glacier är varierad. Trakten är obefolkad. Det finns inga samhällen i närheten.